# Eugeniusz Werens
Eugeniusz Werens, przybrane nazwisko Jerzy Nowak, ps. Pik (ur. 19 grudnia 1917 w Kielcach, zm. 16 kwietnia 1947 we Wrocławiu) – kapitan, dowódca Placówki AK OP-15 Iwonicz – Irys.

## Życiorys
Urodził się w Kielcach, w rodzinie Józefa i Zofii Grudzień. Ukończył szkołę średnią. W latach 1938–1939 odbył jednoroczną służbę wojskową. W stopniu starszego strzelca podchorążego ukończył Dywizyjny Kurs Podchorążych Rezerwy 2 DP Leg. przy 4 Pułku Piechoty Legionów w Kielcach. W szeregach tego pułku walczył w kampanii wrześniowej. 29 września ciężko ranny trafił do niemieckiej niewoli, w której
spędził dwa miesiące. Po zwolnieniu wrócił do Kielc.
W grudniu 1939 nawiązał kontakt z Władysławem Jasińskim – Jędrusiem  z organizacją podziemną Odwet na Kielecczyźnie i wstąpił do Oddziału Jędrusie. W Iwoniczu zamieszkał z rodziną w 1942 r. w domu Antoniego Gazdy ul Wschodnia 30. Ślub wziął pod przybranym nazwiskiem jako Jerzy Nowak z Krystyną Matuszak.
W 1943 r. awansował na stopień porucznika i został zastępcą Komendanta Placówki AK OP-15 Irys, a po śmierci por. Antoniego Penara – komendantem i dowódcą oddziału. W 1944 r. zmienił nazwisko na Krzysztof Samborski i mianowany został na kapitana. Stoczył kilkanaście walk z wojskiem Wehrmachtu i Ukraińcami z SS Galizien, m.in.: 
26 lipca 1944 r. wspólnie z oddziałem ppor. Franciszka Kochana Leszka Obłońskiego zaatakował niemiecki garnizon i zmusił do opuszczenia miasteczka, po czym utworzył Rzeczpospolitą Iwonicką pod własnym zarządem ochranianą do wejścia oddziałów Armii Radzieckiej 20 września 1944 r. 
13 września 1944 r. na Górze Winiarskiej, w czasie transportu trzeciej baterii armat przez Wehrmacht, w celu ostrzeliwania stanowisk radzieckich w pobliżu Iwonicza, zaatakował Niemców ze swoim oddziałem i został ranny w nogę.
Po wojnie podjął pracę w Wojewódzkim Urzędzie Bezpieczeństwa Publicznego nie ujawniając swojej przeszłości, jednak został zdekonspirowany. Wyjechał do Wrocławia, gdzie tworzył z żołnierzy AK; ROAK i Placówki WiN. W trakcie potyczki z UB ponownie ranny w nogę, zmienił miejsce zamieszkania, przenosząc się do Kielc.
2 lipca 1946 r. został aresztowany wraz z żoną, siostrą żony i teściową. 13 grudnia 1946 r. z art. 86 ust. 1 i 2 skazany na karę śmierci oraz utratę praw publicznych, honorowych i obywatelskich oraz przepadek mienia. Żona została skazana na 7 lat więzienia, teściowa na 5 lat, a siostra na 3 lata. 
W więzieniu na świat przyszła jego córka, Lucyna, którą pozwolono mu zobaczyć jeden raz. 16 kwietnia 1947 r. wykonano na nim wyrok we wrocławskim więzieniu.

## Ordery i odznaczenia
- Krzyż Srebrny Orderu Wojskowego Virtuti Militari
- Krzyż Walecznych